# BC Dinamo Tbilisi
O BC Dinamo Tbilisi (georgiano: საკალათბურთო კლუბი ,,დინამო) é um clube profissional georgiano de basquetebol situado na cidade de Tbilisi, Geórgia que atualmente disputa a Liga Georgiana. Foi fundado em 1934 e manda seus jogos na Tbilisi Sports Palace com capacidade para 10 mil espectadores.

## Títulos

### URSS
- Liga Soviética
  - Campeão (4): 1950, 1953, 1954, 1968
  - Finalista (4): 1947, 1960, 1961, 1969
  - 3º Lugar (4): 1948, 1952, 1965, 1977
- Copa da União Soviética
  - Campeão (3): 1949, 1950, 1969

### Geórgia
- Superliga da Geórgia
  - Campeão (4): 1991, 1992, 2003, 2014
- Copa da Geórgia
  - Campeão (1): 2004

### Europa
- Euroliga
  - Campeão (1): 1962
  - Finalista (1): 1960
- Copa Saporta
  - Finalista (1): 1969